# Гевгелия (община)
Гевге́лия (макед. Општина Гевгелија) — община в Северной Македонии. Расположена на юге страны. Население составляет 22 988 человек (2002 год).
Административный центр — город Гевгелия (15 685 жителей, 2002 год).
Площадь территории общины 483,43 км².
Граничит с общинами Северной Македонии:
- на западе — с общиной Кавадарци;
- на северо-западе — с общиной Демир-Капия;
- на северо-востоке — с общиной Валандово;
- на востоке — с общиной Богданци;

на юге — с граничит с номом Килкис в области Центральная Македония Греции.
Кроме города Гевгелия в состав общины входят ещё 16 сёл: Богородица, Габрово, Давидово, Кованци, Конско, Моин, Милетково, Миравци, Мрзенци, Негорци, Ново-Коньско, Петрово, Прдейци, Серменин, Смоквица и Хума.
Этническая структура населения в общине:
- македонцы — 22 258 чел. (96,82 %);
- сербы — 367 чел. (1,6 %);
- арумыны — 214 чел. (0,93 %);
- турки — 31 чел. (0,13 %);
- цыгане — 13 чел. (0,06 %);
- албанцы — 8 чел. (0,03 %);
- боснийцы — 5 чел. (0,02 %);
- остальные — 92 чел. (0,4 %);

Динамика изменения численности населения:
| Год                   | 1880 | 1890 | 1912 | 1925 | 1930 | 1948   |
| --------------------- | ---- | ---- | ---- | ---- | ---- | ------ |
| Община Гевгелия, чел. | 1940 | -    | -    | -    | -    | 21 416 |
| Город Гевгелия, чел.  | -    | 5188 | 2792 | 3500 | 5011 | 4967   |

| Год                   | 1953   | 1961   | 1981   | 1991   | 1994   | 2002   |
| --------------------- | ------ | ------ | ------ | ------ | ------ | ------ |
| Община Гевгелия, чел. | 22 364 | 24 419 | 31 814 | 35 002 | 35 031 | 22 988 |
| Город Гевгелия, чел.  | 5777   | 7332   | 9410   | 15 041 | 14 974 | 15 685 |

На территории общины Гевгели находится пограничный контрольно-пропускной пункт на границе с Грецией в селе Богородица. По территории общины протекает река Вардар (вдоль восточной административной границы), и её правые притоки, среди них реки Коньска и Стара-Река.